# Международный финансовый центр (Чжуншань)
Международный финансовый центр Чжуншаня (Zhongshan International Finance Center или Zhongshan IFC) — многофункциональный высотный комплекс, расположенный в деловом центре китайского города Чжуншань. Построен в 2012 году в стиле постмодернизма, по состоянию на начало 2021 года являлся третьим по высоте зданием города и 1028-м в мире. 
- 55-этажная башня № 1 (220 м) занята офисами и гостиничными номерами пятизвёздочного отеля Hilton Zhongshan Downtown[3][4][5].
- 55-этажная башня № 2 (220 м) занята офисами[6][7][8].
- Подиум между башнями занимает многоуровневый торговый центр Lihe Plaza.

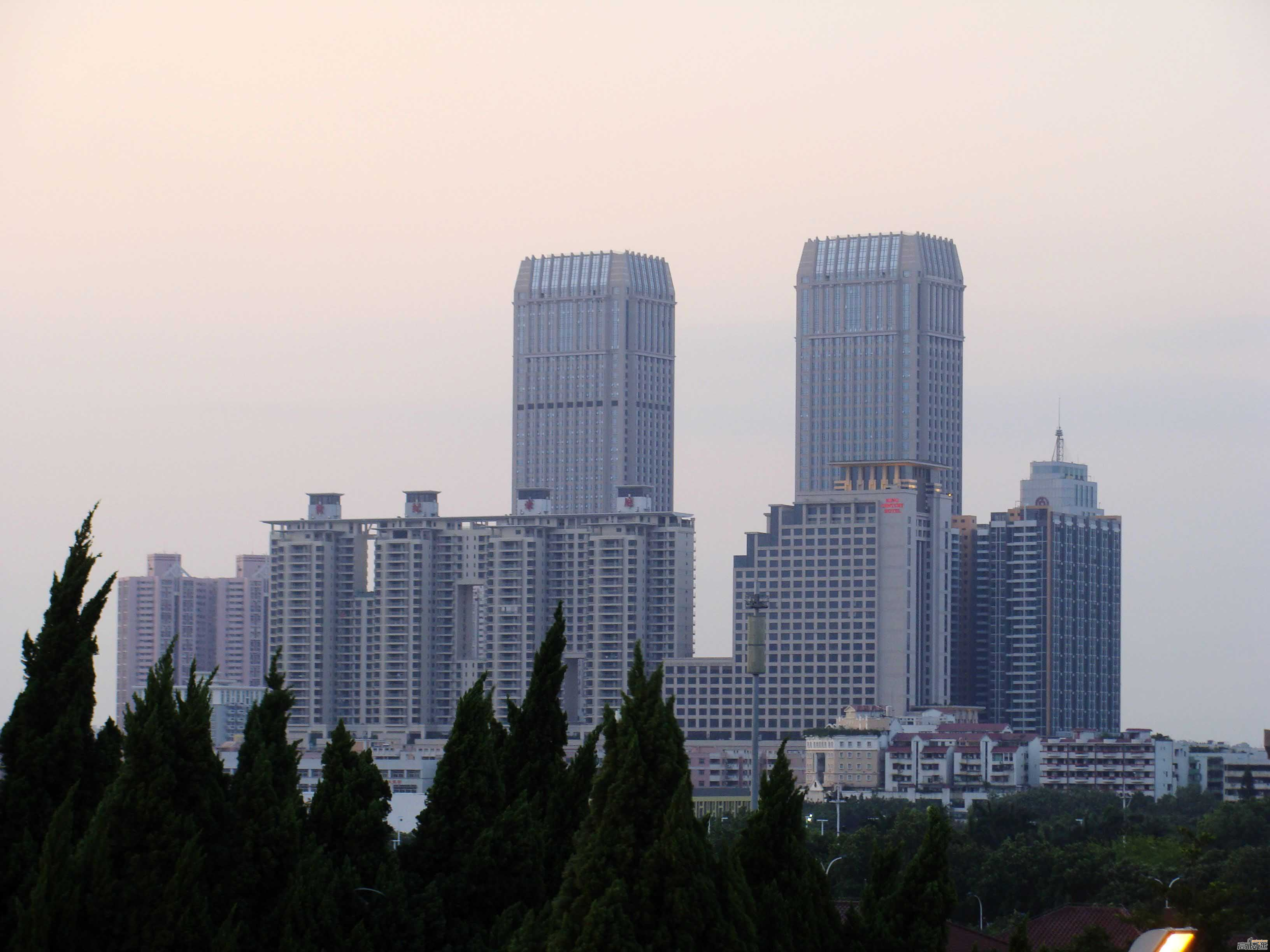
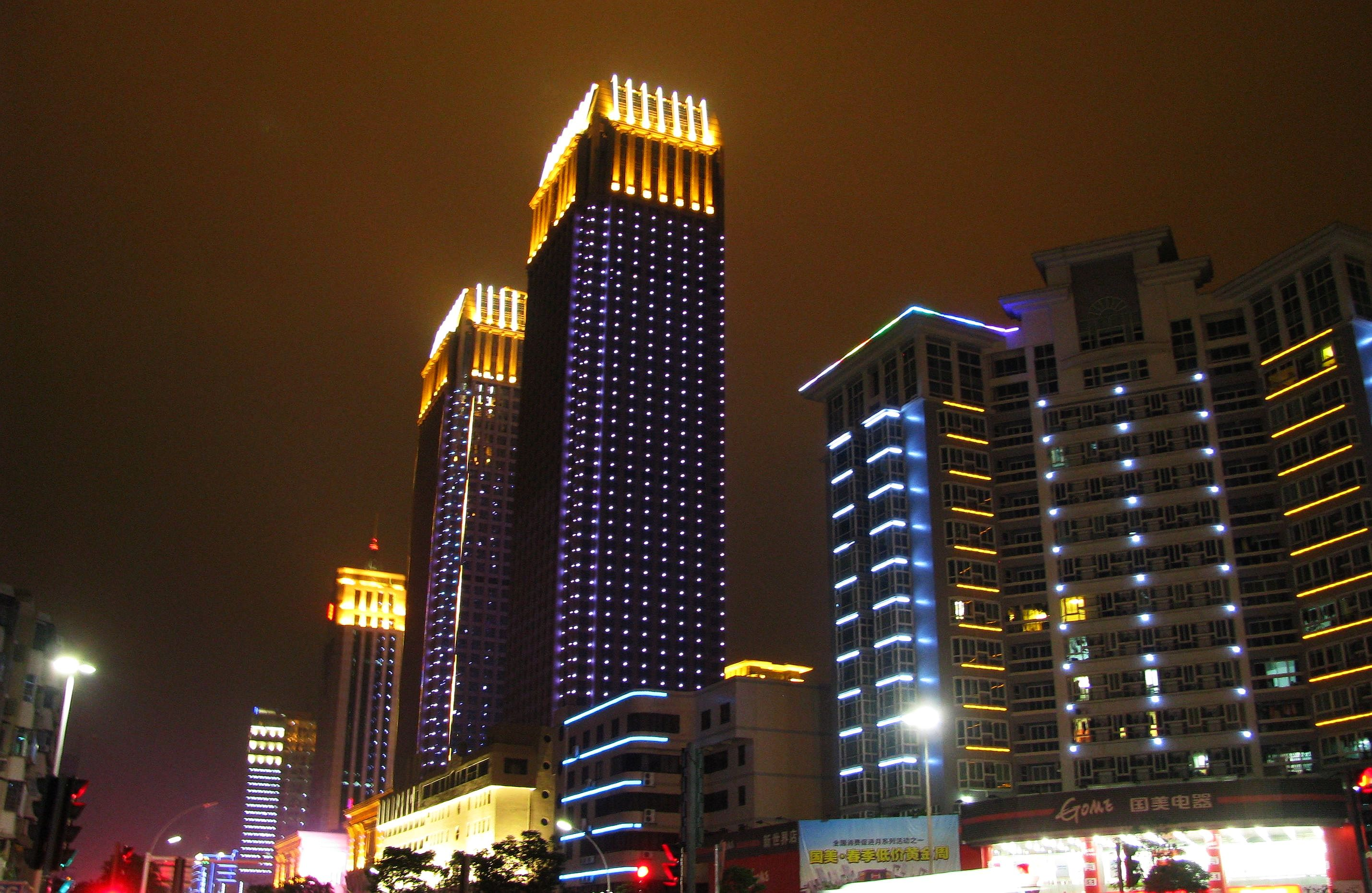
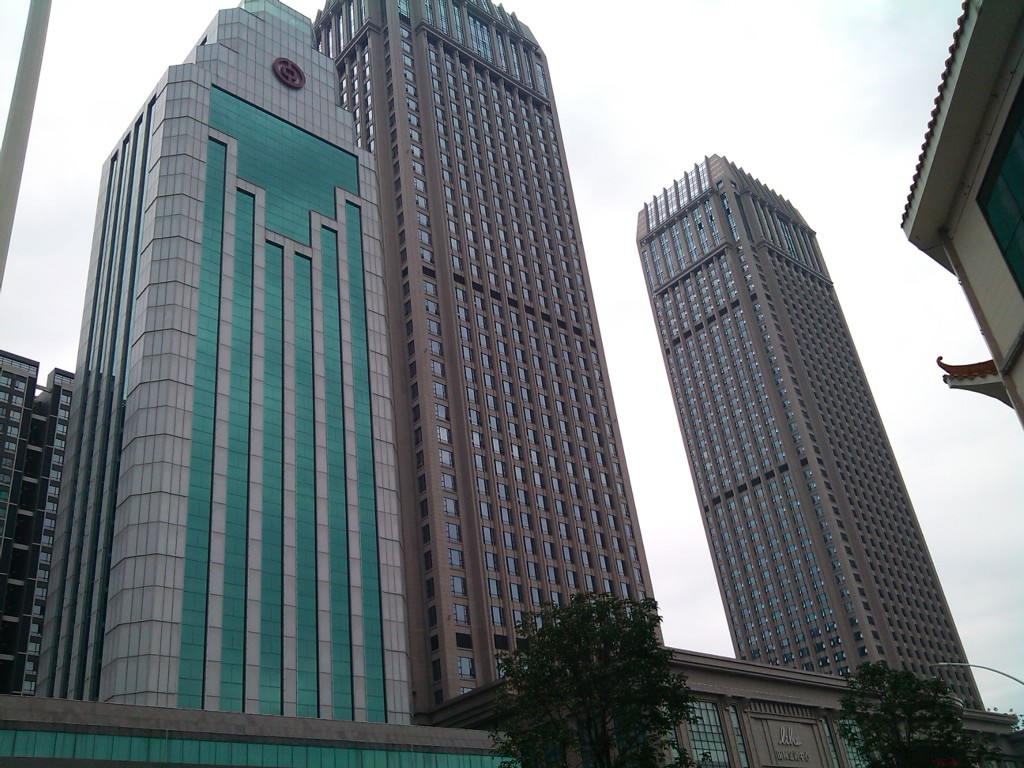